# Jerry M. Linenger
Jerry Michael Linenger, född 16 januari 1955 i Michigan, är en amerikansk astronaut uttagen i astronautgrupp 14 den 5 december 1992.

## Rymdfärder
- STS-64
- STS-81
- Mir EO-22
- STS-84